# Банком (Іллінойс)
Банком (англ. Buncombe) — селище (англ. village) в США, в окрузі Джонсон штату Іллінойс. Населення — 207 осіб (2020).

## Географія
Банком розташований за координатами 37°28′16″ пн. ш. 88°58′29″ зх. д. / 37.47111° пн. ш. 88.97472° зх. д. (37.471116, -88.974660).  За даними Бюро перепису населення США в 2010 році селище мало площу 3,11 км², з яких 3,08 км² — суходіл та 0,03 км² — водойми.

## Демографія
Згідно з переписом 2010 року, у селищі мешкали 203 особи в 77 домогосподарствах у складі 55 родин. Густота населення становила 65 осіб/км².  Було 93 помешкання (30/км²).
Расовий склад населення:
| - 98,0 % — білих - 1,5 % — осіб інших рас |

До двох чи більше рас належало 0,5 %. Частка іспаномовних становила 3,9 % від усіх жителів.
За віковим діапазоном населення розподілялося таким чином: 26,1 % — особи молодші 18 років, 60,1 % — особи у віці 18—64 років, 13,8 % — особи у віці 65 років та старші. Медіана віку мешканця становила 37,9 року. На 100 осіб жіночої статі у селищі припадало 103,0 чоловіків;  на 100 жінок у віці від 18 років та старших — 92,3 чоловіків також старших 18 років.
Середній дохід на одне домашнє господарство  становив 48 975 доларів США (медіана — 36 875), а середній дохід на одну сім'ю — 55 825 доларів (медіана — 43 125). Медіана доходів становила 37 500 доларів для чоловіків та 26 071 долар для жінок. За межею бідності перебувало 9,4 % осіб, у тому числі 7,8 % дітей у віці до 18 років та 11,5 % осіб у віці 65 років та старших.
Цивільне працевлаштоване населення становило 83 особи. Основні галузі зайнятості: мистецтво, розваги та відпочинок — 24,1 %, освіта, охорона здоров'я та соціальна допомога — 22,9 %, фінанси, страхування та нерухомість — 14,5 %, транспорт — 12,0 %.